# Чепыжев, Василий Ермилович
Василий Ермилович Чепыжев (10 февраля 1927 — дата смерти неизвестна) — советский хоккеист, вратарь.

## Биография
Воспитанник юношеской команды «Крылья Советов». С 1947 года выступал за команду на взрослом уровне в чемпионатах СССР. Становился обладателем Кубка СССР (1951), вторым (1954/55) и третьим (1949/50, 1950/51, 1953/54) призёром чемпионата страны. Всего в составе «Крыльев Советов» сыграл 60 матчей в чемпионатах.
В 1955—1960 годах выступал за московский «Спартак», однако основным вратарём не был, сыграв за это время 10 матчей. В конце карьеры играл в низших лигах за «Труд» (Загорск) и «Вымпел» (Калининград).